# Frouard
Frouard is een gemeente in het Franse departement Meurthe-et-Moselle in de regio Grand Est). De plaats maakt deel uit van het arrondissement Nancy. In de gemeente ligt spoorwegstation Frouard. Frouard telde op 1 januari 2022 6.480 inwoners.

## Geografie
De oppervlakte van Frouard bedroeg op 1 januari 2022 12,96 vierkante kilometer; de bevolkingsdichtheid was toen 500 inwoners per km².

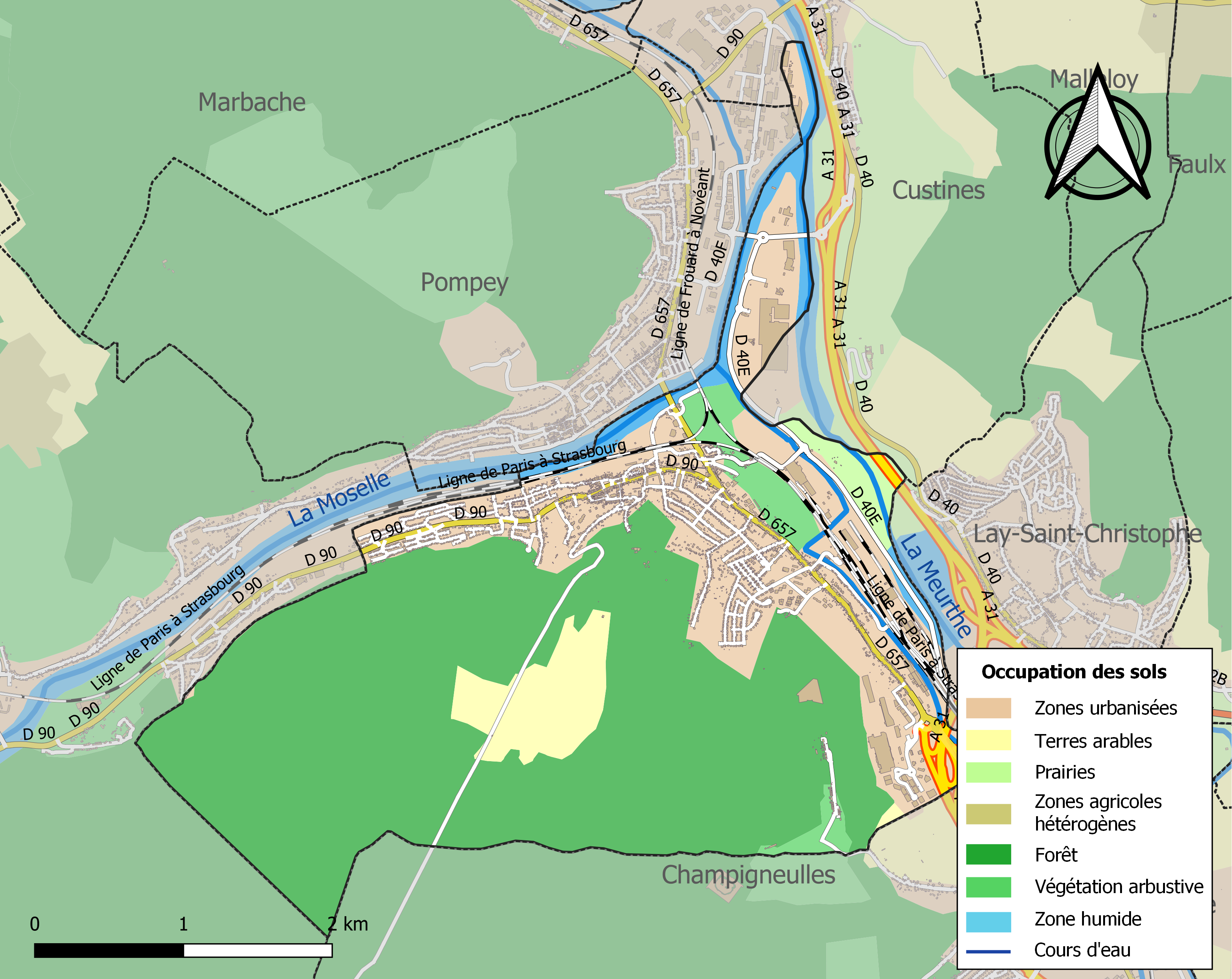
Kaart van de gemeente met de belangrijkste infrastructuur, bodemgebruik en omliggende gemeenten

## Demografie
De figuur toont het verloop van het inwonertal (bron: INSEE-tellingen).